# Alexander Nanau
Pour les articles homonymes, voir Nanau.
Alexander Nanau, né le 18 mai 1979 à Bucarest, en Roumanie, est un réalisateur, producteur et scénariste allemand.

## Biographie
Alexander Nanau naît le 18 mai 1979 à Bucarest, en Roumanie. Il vit en Allemagne depuis 1990. Il étudie la réalisation à l'Académie allemande du cinéma et de la télévision de Berlin (DFFB) et est titulaire de deux bourses, l'une au Sundance Institute et l'autre à l'Akademie der Künste de Berlin. En 2007, il fonde en Roumanie la maison de production Alexander Nanau Production. Son documentaire, The World According to Ion B. (Lumea vãzutã de Ion B.), remporte l'International Emmy Award 2010 dans la catégorie "Programmation artistique". Son documentaire Toto and His Sisters (Toto si surorile lui) est nommé aux prix du cinéma européen (European Film Awards) de l'Académie européenne du cinéma en 2015. Ce dernier est distribué internationalement et montré dans des festivals à travers le monde. Nanau est le directeur de la photographie du documentaire franco-allemand Nothingwood, tourné en Afghanistan, qui fait sa première à Cannes en 2017, dans la section Quinzaine des réalisateurs. Son documentaire L'Affaire collective (Colectiv) remporte la catégorie "Meilleur documentaire" aux European Film Awards 2020. C'est le premier film roumain nommé aux Oscars, dans deux catégories ("Meilleur film international" et "Meilleur documentaire").

## Filmographie partielle
- 2006 : Peter Zadek inszeniert Peer Gynt : réalisateur, directeur de la photographie, producteur, scénariste, monteur
- 2009 : Lumea vãzutã de Ion B. : réalisateur, directeur de la photographie, producteur exécutif, scénariste,
- 2012 : Sohvasurffaajat (série télévisée, épisode Romania) : directeur de la photographie
- 2014 : Toto et ses sœurs (Toto si surorile lui) : réalisateur, directeur de la photographie, producteur, scénariste, monteur
- 2016 : Doar o rãsuflare : monteur (consultant)
- 2017 : Nothingwood de Sonia Kronlund : directeur de la photographie
- 2019 : L'Affaire collective (Colectiv) : réalisateur, directeur de la photographie, producteur, scénariste, monteur
- Klarsfeld : producteur exécutif (en post-production)

## Récompenses et distinctions
- 2020 : prix du cinéma européen du meilleur film documentaire pour L'Affaire collective